# Le Pont de Remagen
Pour plus de détails, voir Fiche technique et Distribution.

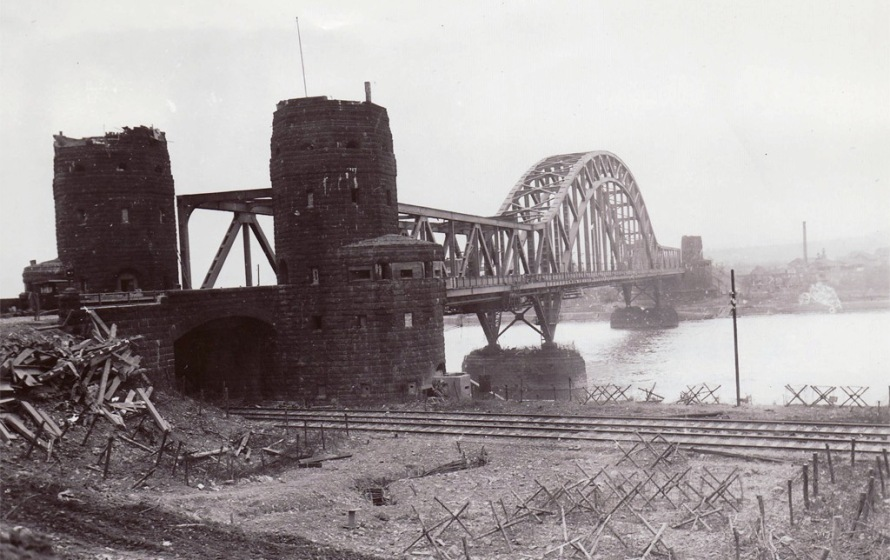
Le pont de Remagen en 1945.

Le Pont de Remagen (titre original : The Bridge at Remagen) est un film américain réalisé par John Guillermin, sorti en 1969.

## Synopsis
Le film raconte de manière assez libre les évènements autour de la prise, par l'armée américaine le 7 mars 1945, du pont de Remagen. Début mars 1945, les armées alliées progressent rapidement sur la rive occidentale du Rhin. Les ponts sur le Rhin ont été détruits un à un par les Allemands, il ne reste plus que celui de Remagen.
Le général von Brock a reçu l'ordre de détruire le pont, mais il cherche à le maintenir ouvert le plus longtemps possible, afin de faciliter la retraite des 75 000 soldats allemands de la XVe armée piégée sur la rive ouest du fleuve. Il confie le commandement du pont au major Paul Kruger (Robert Vaughn) qui partage ses vues.
Au départ, l'armée américaine cherche à piéger la XVe armée en l'empêchant de traverser, et en pensant que le pont sera détruit par les Allemands ou les bombardiers alliés. Ce n'est que plus tard et fortuitement qu'elle s'aperçoit qu'elle peut capturer le pont intact.
Le major Kruger prend le commandement du pont, aidé par le capitaine Baumann (Joachim Hansen) (chargé des explosifs) et le capitaine Schmidt (Hans Christian Blech) chargé de la défense du pont. Il constate que les troupes prévues sur le papier sont inexistantes et que les renforts de panzers promis ont été envoyés ailleurs. Il reçoit les explosifs et fait poser les charges, mais, comme ce sont des explosifs industriels peu fiables, il ordonne de doubler les charges.
Le lieutenant Hartman (George Segal) est un commandant expérimenté d'infanterie mécanisée. Sa compagnie prend la ville de Meckenheim non défendue, et a ordre de poursuivre jusqu'à rencontrer de la résistance. Son chef de bataillon, le major Barnes (Bradford Dillman), veut plaire à ses supérieurs et fait du zèle.
La compagnie prend ensuite la ville de Remagen et trouve le pont intact. Le général Shinner (E. G. Marshall) ordonne la capture du pont au major Barnes : « Nous risquons une centaine d'hommes, mais nous pouvons en sauver dix mille ». Il se produit un évènement dramatique quand le jeune apprenti du bourgmestre, fanatisé, tire sur les Américains alors que le bourgmestre avait fait mettre des drapeaux blancs aux fenêtres de sa maison, à l'instar de plusieurs autres bâtiments de la ville.
Incapables de contrer l'attaque, le major Kruger donne l'ordre de faire sauter la rampe d'accès au pont dans des conditions dramatiques, car un dernier train allemand approche en même temps que les chars américains qui dominent la vallée du fleuve. Le train est détruit.
Le général américain ordonne de cesser de tirer sur le pont et de le prendre intact. Les troupes sont réticentes, car elles craignent que le pont saute à tout moment. Elles s'avancent sur le pont et sont décimées. Les Américains tirent des obus fumigènes pour masquer les troupes qui commencent à arracher les explosifs et les câbles.
Quand le major Kruger ordonne de faire sauter le pont, rien ne se passe car des conduites ont été sectionnées. Il ordonne à des soldats d'amorcer le dispositif de secours. Le pont saute dans un grand nuage de fumée, mais quand celui-ci se dissipe, on voit que l'essentiel du pont est toujours en place, car les explosifs étaient trop faibles pour détruire complètement le pont.
Le major Kruger réussit à rejoindre l'État-Major allemand, qui a été repris en main par les SS, pour demander des renforts et une contre-attaque. Mais le général von Brock a été arrêté, et Kruger est arrêté aussi. Accusé de lâcheté et d'avoir tardé à faire sauter le pont contrairement aux ordres, il est fusillé. Peu avant son exécution, alors qu'il observe des avions dans le ciel et demande à quel camp ils appartiennent, l'officier SS qui commande le peloton d'exécution répond : « L'ennemi approche, Herr Major ». « Mais qui sont nos ennemis ? » médite-t-il.
Dans la nuit, les chars américains franchissent le pont. Hartmann recueille la reddition de Schmidt et de ce qui reste des quelques défenseurs du pont.
Le 17 mars 1945, dix jours après sa prise, affaibli par les explosions et le trafic incessant, le pont s'effondra dans le Rhin, entrainant la mort de plusieurs soldats américains du génie qui travaillaient à sa consolidation.

## Le film et le Printemps de Prague
Ce film a été tourné en extérieurs en Tchécoslovaquie en 1968 dans la petite ville de Davle le long de la rivière Vltava car l'Allemagne de l'Ouest a refusé le tournage sur le site de Remagen. À cette époque, appelée le Printemps de Prague, la Tchécoslovaquie était regardée par l'URSS comme devenant trop libérale et peu orthodoxe dans ses valeurs politiques. Moscou tira argument de la présence de matériel militaire américain datant de la Deuxième Guerre - chars M24 Chaffee, camions GMC et autres matériels d'époque - utilisées comme accessoires pour la réalisation du film - comme preuve de l'existence d'une aide militaire secrète d'unités américaines et ouest-allemandes pro-tchèque et anti-soviétique, entre autres excuses politiques pour justifier l'invasion de la Tchécoslovaquie par le Pacte de Varsovie que les autorités soviétiques préparaient contre Prague. Par conséquent, alors que le film était encore en cours de réalisation, l'URSS envahit le pays et des MIG survolèrent les sites de tournage tandis que les Russes prétendaient que des espions américains se trouvaient parmi les acteurs et l'équipe dut quitter le pays en taxi,.

## Erreur historique
Dans leur conversation lors de leur rencontre initiale, le major Kruger et le général von Brock font allusion au fait que les armées russes sont sur l'Elbe, ce qui est inexact : ces armées n'ont franchi l'Oder qu'à la mi-avril 1945 (soit plus d'un mois après la bataille de Remagen) et n'atteindront l'Elbe qu'à la fin d'avril.

## Fiche technique
- Titre : Le Pont de Remagen
- Titre original : The Bridge at Remagen
- Réalisation : John Guillermin
- Scénario : Roger O. Hirson (histoire), William Roberts, Richard Yates
- Photographie : Stanley Cortez
- Musique : Elmer Bernstein
- Production : David L. Wolper
- Pays d'origine :  États-Unis
- Format : Couleurs - cinémascope (2,35:1) - son mono - 35 mm
- Genre : Film dramatique, Film d'action,  Film de guerre
- Durée : 115 minutes
- Date de sortie :
  - États-Unis:  25 juin 1969

## Distribution
- George Segal (VF : Jean-Claude Michel) : Lieutenant Phil Hartman
- Robert Vaughn (VF : Jean-Louis Jemma) : Major Paul Kruger
- Ben Gazzara (VF : Henry Djanik) : Sergent Angelo
- Bradford Dillman (VF : Bernard Woringer) : Major Barnes
- E. G. Marshall : Général Shinner
- Peter Van Eyck (VF : Jacques Berthier) : Général von Brock
- Hans Christian Blech : Capitaine Karl Schmidt
- Joachim Hansen (VF : Jean Lagache) : Capitaine Otto Baumann
- Bo Hopkins : Caporal Grebs
- Steve Sandor : Soldat Slavek
- Günter Meisner (VF : René Bériard) : Général SS Gerlach
- Robert Logan : Soldat Bissell
- Matt Clark (VF : Serge Lhorca) : Caporal Jellicoe
- Heinz Reincke : Holzgang
- Sonja Ziemann (VF : Paule Emanuele) : Greta Holzgang
- Anna Gaël : Une Polonaise
- Vít Olmer : Lieutenant Zimring
- Frank Webb : Soldat Glover
- Tom Heaton : Lieutenant Pattison
- Paul Prokop : Capitaine John Colt
- Richard Münch : Général von Sturmer
- Rudolf Kalina : Caporal SS
- Rudolf Jelínek Soldat Manfred
- Fritz Ford : Colonel Dent
- Pavel Solty : Rudi
- Rolf Jahnke : Wilhelm
- Zoanel Braunschlager : Lieutenant allemand
- Karel Mares : Lieutenant allemand d'infanterie montée (non crédité)
- Václav Neuzil : Sergent Becker (non crédité)
- Jan Schánilec : Lieutenant Eckert (non crédité)